# تشاك كورتيس
تشاك كورتيس (بالإنجليزية: Chuck Curtis)‏ هو لاعب كرة قدم أمريكية أمريكي، ولد في 15 يوليو 1935 في غينسفيل في الولايات المتحدة، وتوفي في 9 مايو 2016.